# クロリダゾン-カテコールジオキシゲナーゼ
クロリダゾン-カテコールジオキシゲナーゼ（chloridazon-catechol dioxygenase）は、次の化学反応を触媒する酸化還元酵素である。
反応式の通り、この酵素の基質は5-アミノ-4-クロロ-2-(2,3-ジヒドロキシフェニル)-3(2H)-ピリダジノンとO2、生成物は5-アミノ-4-クロロ-2-(2-ヒドロキシムコノイル)-3(2H)-ピリダジノンである。補因子として鉄を用いる。
組織名は5-amino-4-chloro-2-(2,3-dihydroxyphenyl)-3(2H)-pyridazinone 1,2-oxidoreductase (decyclizing)である。